# Hœnir

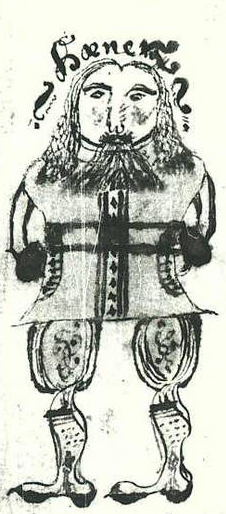
Illustration du XVIIe siècle d'Hœnir.

Hœnir est l'un des dieux Ases dans la mythologie nordique, connu pour son indécision et la longueur de ses jambes. 
Il est le frère d'Odin et dans le cadre des accords scellant la Guerre entre les Ases et les Vanes, il fut envoyé aux Vanes avec le sage Mímir et échange de Njord.
Les Ases ayant valorisé Hœnir comme étant un dieu de grande classe, la Ynglinga saga rapporte que les Vanes en firent un de leurs chefs mais ils comprirent vite qu'Hœnir souffrait d'un manque de clairvoyance et qu'il devait se référer sans cesse au sage Mímir pour prendre une décision et qu'il grognait des réponses sans intérêt quand Mímir était absent.
Dépités les Vanes tuèrent le sage Mímir, le décapitèrent et envoyèrent sa tête aux Ases.
Dans Völuspá, lors de la création des premiers êtres humains Ask et Embla, Hœnir et Lóðurr aidèrent Odin.
Dans Gylfaginning, Vili et Vé sont les noms mentionnés à la place. Étant donné que Snorri Sturluson a connu le poème Völuspá, il est possible que Hœnir ait été un autre nom pour Vé. Hœnir a également un rôle mineur dans Haustlöng et Reginsmál.
Il serait également le dieu qui attribua les cinq sens à la race humaine.

## Source
- (en) Cet article est partiellement ou en totalité issu de l’article de Wikipédia en anglais intitulé « Hœnir » (voir la liste des auteurs).